# Uvo Hölscher (égyptologue)
Pour les articles homonymes, voir Uvo Hölscher.
Uvo Hölscher est un égyptologue et architecte allemand, né le 30 octobre 1878 à Norden, mort le 21 février 1963 à Hanovre.

## Biographie
Diplômé de l'université technique de Hanovre en 1902, Hölscher devient architecte du gouvernement en 1906, travaillant comme architecte aux côtés de Ludwig Borchardt à Abousir, puis sur l'ensemble funéraire de Khéphren, ainsi qu'à Amarna, en 1910. Il devient assistant d'art et d'architecture à l'université Gottfried-Wilhelm-Leibniz de Hanovre en 1911.

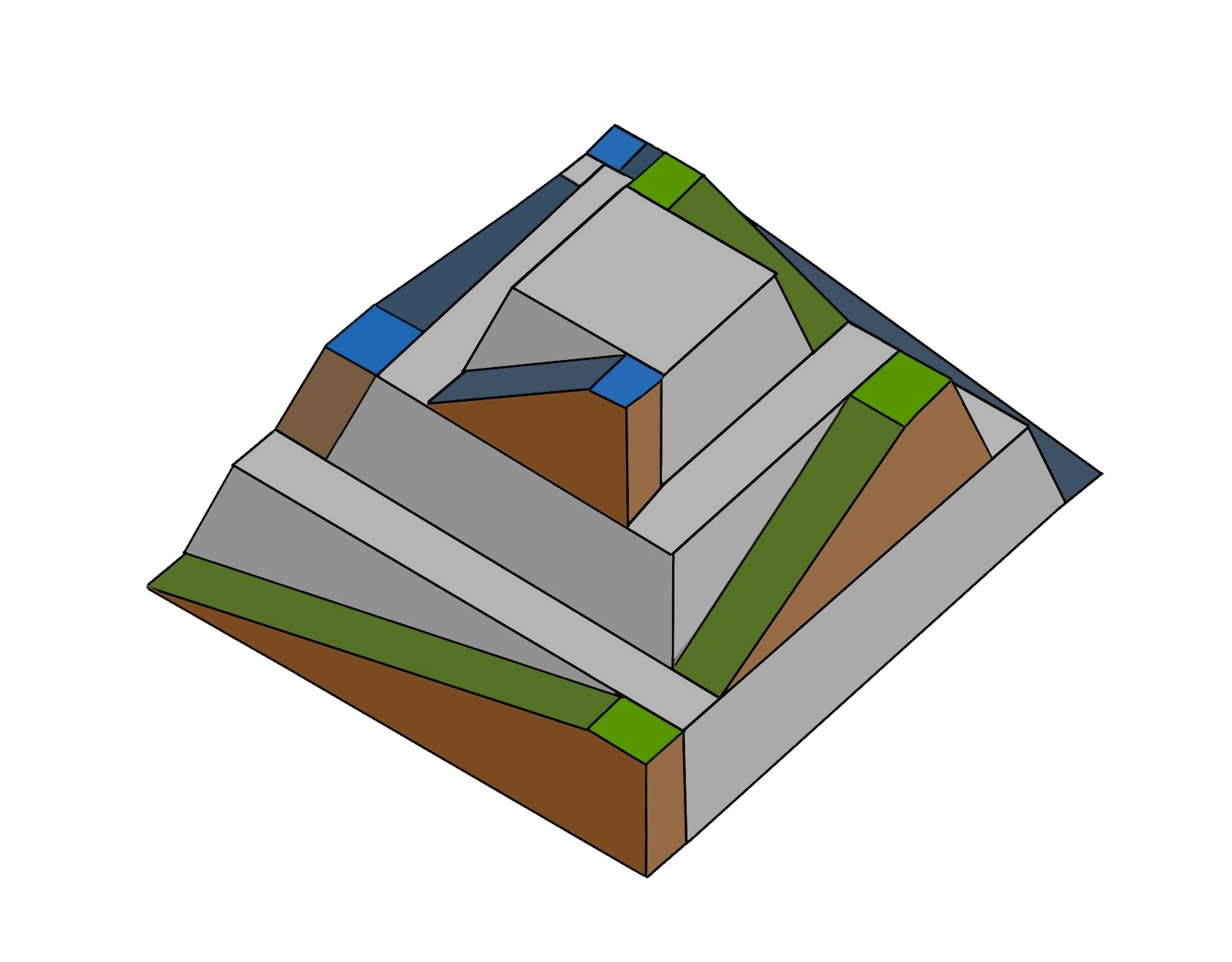
Modèle de rampe d'Uvo Hölscher

En 1912, il publie une proposition visant à construire la pyramide de Khéops : des rampes latérales sont placées sur la pyramide à degrés intérieure, qui forme une spirale vers le haut.
Il prend part, de 1914 à 1916, aux fouilles du Palais impérial de Goslar, puis est nommé professeur en 1918, enseignant également le dessin en perspective et l'architecture de l'Antiquité.
De 1924 à 1929, Hölscher prend la suite de Karl Mohrmann (de) comme architecte consistorial de l'Église protestante luthérienne de Hanovre.

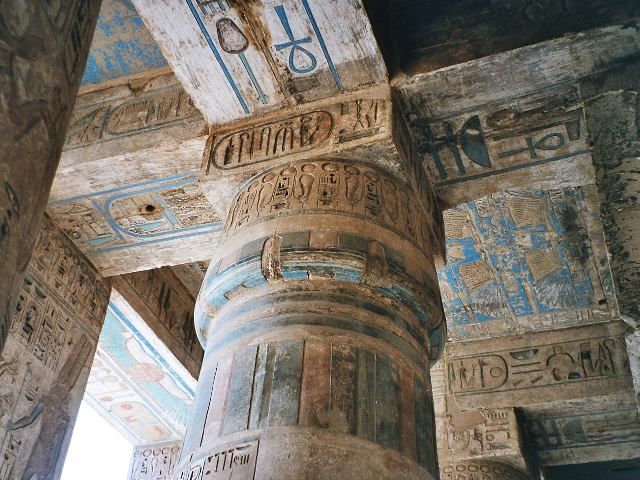
Plafond et colonnes décorés dans le temple des millions d'années de Ramsès III.

Entre 1926 et 1937, il passe ses semestres d'hiver à la direction des fouilles du temple mortuaire de Ramsès III à Médinet Habou pour le compte de l'Oriental Institute de Chicago.
À partir de 1929, il est membre de l'Institut archéologique de Berlin.
En 1937, Hölscher est nommé professeur en histoire de l'architecture à l'université de Hanovre, où il prend sa retraite en 1947.

## Publications
- Das Grabdenkmal des Königs Chephren. Veröffentlichungen der Ernst von Sieglin Expedition in Ägypten I, Leipzig, 1912
- The Temples of the Eighteenth Dynasty. Excavations of Medinet Habu 2, OIP 41. Chicago, 1939.
- The Mortuary Temple of Ramses III. Excavations of Medinet Habu 3, OIP 54. Chicago, 1941.
- The Mortuary Temple of Ramses III. Excavations of Medinet Habu 4, OIP 55. Chicago, 1951.